# 창원 마산합포구 내포리 삼효각
창원 마산합포구 내포리 삼효각(昌原 馬山合浦區 內浦里 三孝閣)은 대한민국 경상남도 창원시 마산합포구에 있는 조선시대의 건축물이다. 2010년 12월 9일 경상남도의 문화재자료 제524호로 지정되었다.

## 개요
삼효각은 강태형(姜泰馨, 1843년~1911년), 강내형(姜乃馨, 1853년~ 1919년), 강재형(姜載馨, 1863년~1897년) 삼형제의 지극한 효성을 향리와 유림들이 여러 차례에 걸쳐 널리 알려 삼형제 모두가 조정으로부터 정려를 받은 사실을 기리기 위해 1916년에 건립되었으며 당호를 삼효각(三孝閣)이라 했다.
삼형제는 양친을 섬김에 있어 살아생전 혼정신성(昏定晨省)을 다하였는데 부친이 종기병을 앓자 이를 빨아서 낫게 하였다고 하는 일화도 전해지고 있다.
정면 3칸, 측면 1칸으로 구성되어 있으며, 전통양식을 살린 다포식 건축물로 기둥하부 초석은 화강석을 원형으로 다듬은 둥근 모양을 하고 있다. 다포식 건축물은 기둥 위는 물론 기둥과 기둥사이에도 공포를 놓아 처마의 하중을 받도록 한 우리나라의 대표적인 목조 건축 양식이다.
구재 또한 잘 보존되어 있으며, 구조의 변형도 거의 없을 뿐만 아니라 양식적으로도 의령 일대에서 발견되는 화려한 장식수법과 궤를 같이 하고 있고, 조선후기 경남지역의 유교문화재를 알게 해준다는 점에서 학술적, 문화재적 가치가 있다 할 수 있다.

## 참고 자료
- 창원 마산합포구 내포리 삼효각 - 국가유산청 국가유산포털